# TvOS 14
tvOS 14 è la quattordicesima versione del sistema operativo per Apple TV sviluppato dalla Apple Inc.. È stata presentata durante la Worldwide Developers Conference del giugno 2020. Lo stesso giorno ne è stata pubblicata la prima beta mentre l'arrivo per il pubblico è avvenuto a settembre 2020.